# Рождество Богородично (Патрик)
„Рождество Богородично“ (на гръцки: Γεννήσεως τῆς Θεοτόκου) е православна църква в сярското село Патрик (Патрики), Гърция, част от Сярската и Нигритска епархия.
Църквата е изградена в центъра на селото в 1958 година. В архитектурно отношение е кръстовидна засводена базилика. В 2008 година църквата е превърната от трикорабна в еднокорабна базилика.
Към енорията принадлежи и параклисът „Успение Богородично“.